# 5. Garde-Infanterie-Brigade (Deutsches Kaiserreich)
Die 5. Garde-Infanterie-Brigade war ein Großverband der Preußischen Armee.

## Geschichte
Die Brigade wurde am 1. April 1897 in Spandau errichtet. Ihr unterstanden das 5. Garde-Regiment zu Fuß und das Garde-Grenadier-Regiment Nr. 5. Gemeinsam mit der 3. und 4. Garde-Infanterie-Brigade bildeten sie die 2. Garde-Division des Gardekorps.
Bei der Mobilmachung anlässlich des Ersten Weltkriegs trat die Brigade am 2. August 1914 zur 3. Garde-Infanterie-Division über. Hier nahm sie am Einmarsch in das neutrale Belgien teil und beteiligte sich an den Kämpfen um Namur. Ende August 1914 verlegte die Formationen an die Ostfront und war in die Schlachten an den Masurischen Seen, bei Iwangorod und Łódź eingebunden. Nach wechselnden Unterstellungen kam die Brigade am 8. Mai 1915 an die Westfront zur 4. Garde-Infanterie-Division, der sie mit Unterbrechungen im September 1916 bis über das Kriegsende hinaus angehören sollte. Mit diesem Wechsel wurde die Brigade um das Reserve-Infanterie-Regiment Nr. 93 verstärkt. In Vorbereitung auf die Deutsche Frühjahrsoffensive 1918 kam im März 1918 noch die MG-Scharfschützen-Abteilung Nr. 14 hinzu. 

## Kommandeure
| Dienstgrad          | Name                                  | Datum                                                              |
| ------------------- | ------------------------------------- | ------------------------------------------------------------------ |
| Generalmajor        | Mortimer von Buddenbrock-Hettersdorff | 22. März 1897 bis 15. November 1899                                |
| Oberst              | Otto von Lüdinghausen genannt Wolff   | 16. November 1899 bis 26. Januar 1900 (mit der Führung beauftragt) |
| Generalmajor        | Otto von Lüdinghausen genannt Wolff   | 27. Januar 1900 bis 17. April 1903                                 |
| Generalmajor        | Emil von Schickfus und Neudorff       | 18. April 1903 bis 17. August 1903                                 |
| Generalmajor        | Willy von Salisch                     | 18. August 1903 bis 5. April 1906                                  |
| Generalmajor        | Alfred von Strubberg                  | 10. April 1906 bis 4. März 1908                                    |
| Oberst              | Gotthard Nickisch von Rosenegk        | 05. Mai bis 17. August 1908 (mit der Führung beauftragt)           |
| Generalmajor        | Gotthard Nickisch von Rosenegk        | 18. August bis 24. September 1908                                  |
| Generalmajor        | Johannes von Eben                     | 25. September 1908 bis 18. Dezember 1911                           |
| Generalmajor        | Alwin Schmundt                        | 19. Dezember 1911 bis 21. März 1913                                |
| Generalmajor        | Nikolaus von Below                    | 01. April 1913 bis 31. Mai 1915                                    |
| Oberst/Generalmajor | Rüdiger von der Goltz                 | 01. Juni 1915 bis 25. Mai 1916                                     |
|                     | Karl von Lewinski                     | 26. Mai bis 5. September 1916                                      |
| Oberst              | Georg von Vietinghoff gen. Scheel     | 08. bis 24. September 1916                                         |
|                     | Georg von Alt-Stutterheim             | 25. September 1916 bis 16. Juli 1918                               |
| Oberst              | Georg von Oven                        | 17. Juli 1918 bis 1. Januar 1919                                   |
| Generalmajor        | Georg von Alt-Stutterheim             | 03. Januar bis 27. November 1919                                   |